# Distretto di Kamień Pomorski
Il distretto di Kamień Pomorski (in polacco powiat kamieński) è un distretto polacco appartenente al voivodato della Pomerania Occidentale.

## Geografia antropica

### Suddivisioni amministrative
Il distretto comprende 6 comuni.
- Comuni urbano-rurali: Dziwnów, Golczewo, Kamień Pomorski, Międzyzdroje, Wolin
- Comuni rurali: Świerzno